# Vương Chính Phổ
Vương Chính Phổ (hay Vương Chính Phả, tiếng Trung giản thể: 王正谱, bính âm Hán ngữ: Wáng Zhèng Pǔ, sinh tháng 8 năm 1963, người Hán) là chính trị gia nước Cộng hòa Nhân dân Trung Hoa. Ông là Ủy viên Ủy ban Trung ương Đảng Cộng sản Trung Quốc khóa XX, hiện là Phó Bí thư Tỉnh ủy, Bí thư Đảng tổ, Quyền Tỉnh trưởng Chính phủ Nhân dân tỉnh Hà Bắc. Ông nguyên là Chánh Văn phòng, Thành viên Tiểu tổ Lãnh đạo Công tác nông thôn Trung ương, Cục trưởng Cục Chấn hưng nông thôn Quốc gia Trung Quốc; Thường vụ Tỉnh ủy, Bộ trưởng Bộ Tổ chức Tỉnh ủy Tứ Xuyên, Hiệu trưởng Trường Đảng Tứ Xuyên; Thường vụ Tỉnh ủy, Bộ trưởng Bộ Tổ chức Tỉnh ủy Liêu Ninh.
Vương Chính Phổ là Đảng viên Đảng Cộng sản Trung Quốc, học vị Cử nhân Quản lý Kinh tế nông thôn, chuyên gia cao cấp kinh tế nông thôn với hơn 20 năm hoạt động ngành nông nghiệp.

## Xuất thân và giáo dục
Vương Chính Phổ sinh tháng 8 năm 1963 tại địa cấp thị Yên Đài, tỉnh Sơn Đông, Cộng hòa Nhân dân Trung Hoa. Ông lớn lên và tốt nghiệp phổ thông ở địa phương. Tháng 9 năm 1983, ông tới thủ đô Bắc Kinh, trúng tuyển Đại học Nông nghiệp Bắc Kinh (北京农业大学, nay là Đại học Nông nghiệp Trung Quốc), theo học Khoa Kinh tế nông nghiệp. Trong quá trình học đại học, ông được kết nạp Đảng Cộng sản Trung Quốc vào tháng 4 năm 1987. Tháng 7 năm 1987, ông tốt nghiệp Cử nhân chuyên ngành Quản lý Kinh tế nông nghiệp. Từ tháng 3 đến tháng 9 năm 2007, ông học lớp bồi dưỡng tiếng Anh cho cán bộ trẻ và trung niên của Bộ Nông nghiệp Trung Quốc.

## Sự nghiệp

### Bộ Nông nghiệp
Tháng 7 năm 1987, sau khi tốt nghiệp đại học, Vương Chính Phổ được tuyển vào vị trí Cán bộ Phòng Tài vụ, Trạm Quản lý vận hành kinh tế hợp tác nông thôn, Bộ Nông nghiệp, Chăn nuôi và Thủy sản. Sau đó, năm 1988, bộ được tái cơ cấu, ông chuyển sang làm chuyên viên của Bộ Nông nghiệp, tiền thân của Bộ Nông nghiệp và Nông thôn Trung Quốc ngày nay. Tháng 6 năm 1990, ông là Chuyên viên Phòng Cán bộ, Kiểm toán, Giám sát của Ty Kinh tế hợp tác, Bộ Nông nghiệp, rồi chuyển sang Phòng Lý luận chính sách của Ty Kinh tế hợp tác vào tháng 5 năm 1993. Tháng 12 năm 1994, ông được bổ nhiệm làm Phó Trưởng phòng Tổ chức hợp tác, Trạm Quản lý vận hành kinh tế hợp tác nông thôn và là Trưởng phòng từ tháng 2 năm 1997. Cũng trong năm 1997, ông được phân vào chính sách luân chuyển công tác trung ương và địa phuơng, tạm thời nhậm chức kiêm nhiệm chức vụ Phó Bí thư Huyện ủy huyện Qua Dương, tỉnh An Huy, trở lại giữ chức Trưởng phòng Tổ chức hợp tác Trạm Quản lý từ 1997 đến 2000.
Tháng 11 năm 2000, Vương Chính Phổ được chuyển sang làm Trưởng phòng Ngân sách đặc biệt, Ty Tài vụ, Bộ Nông nghiệp, rồi Trưởng phòng Tổng hợp, Ty Tài vụ vào tháng 2 năm 2002. Ông được thăng chức làm Phó Ty trưởng Ty Tài vụ từ tháng 8 năm 2003, giữ chức này cho đến năm 2008. Tháng 3 năm 2008, ông được phân là Phó Chủ nhiệm, Thanh tra viên Sảnh Văn phòng Bộ Nông nghiệp rồi chuyển về làm Ty trưởng Ty Tài vụ của bộ vào tháng 8 năm 2010. Tính đến cuối năm 2010, ông đã có 23 năm sự nghiệp của mình công tác ở Bộ Nông nghiệp, các lĩnh vực tài chính và nông thôn.

### Công tác địa phương

#### Liêu Ninh
Tháng 10 năm 2010, Vương Chính Phổ được điều chuyển về tỉnh Liêu Ninh, bắt đầu sự nghiệp công tác ở địa phương. Ông được phân vào Ban Thường vụ Thị ủy Liêu Dương, nhậm chức Phó Bí thư Thị ủy, được bầu làm Quyền Thị trưởng địa cấp thị Liêu Dương. Ông được phê chuẩn chức vụ Thị trưởng Liêu Dương từ tháng 1 năm 2011 và nhậm chức Bí thư Thị ủy Liêu Dương vào tháng 9 năm 2014. Tháng 10 năm 2015, ông được điều về trung tâm tỉnh, nhậm chức Phó Bộ trưởng Bộ Tổ chức Tỉnh ủy Liêu Ninh (cấp chính sảnh, địa), rồi Phó Bộ trưởng thường trực từ tháng 6 năm 2016. Tháng 10 năm 2016, ông được bầu vào Ban Thường vụ Tỉnh ủy Liêu Ninh, nhậm chức Bộ trưởng Bộ Tổ chức Tỉnh ủy, cấp phó tỉnh, bộ. Tính đến 2018, ông có 8 năm sự nghiệp công tác ở Liêu Ninh.

#### Luân chuyển
Tháng 8 năm 2018, Ban Bí thư Trung ương điều động Vương Chính Phổ rời tỉnh Liêu Ninh, tới Tứ Xuyên, vào Ban Thường vụ Tỉnh ủy, nhậm chức Bộ trưởng Bộ Tổ chức Tỉnh ủy Tứ Xuyên, Hiệu trưởng Trường Đảng Tỉnh ủy Tứ Xuyên, giữ vị trí này cho đến đầu năm 2021. Tháng 1 năm 2021, ông được điều về trung ương, nhậm chức Ủy viên Đảng ủy Bộ Nông nghiệp và Nông thôn, Bí thư Đảng tổ, Cục trưởng Cục Chấn hưng nông thôn Quốc gia Trung Quốc (国家乡村振兴局), kiêm Phó Chủ nhiệm Văn phòng, Thành viên Tiểu tổ Lãnh đạo Công tác nông thôn Trung ương Đảng Cộng sản Trung Quốc. Ngày 23 tháng 10 năm 2021, phiên họp của Tiểu tổ Lãnh đạo nông thôn, Cục Chấn hưng nông thôn đã nhất trí miễn nhiệm vị trí của ông các các cơ quan này.

#### Hà Bắc
Tháng 10 năm 2021, Bộ Tổ chức, Ban Bí thư Trung ương Đảng họp bàn và điều động Vương Chính Phổ tới tỉnh Hà Bắc, vào Ban Thường vụ, nhậm chức Phó Bí thư Tỉnh ủy Hà Bắc, Bí thư Đảng tổ Chính phủ Nhân dân tỉnh Hà Bắc. Sau đó, ngày 21 tháng 10, Hội nghị Ủy ban Thường vụ Nhân Đại Hà Bắc đã bầu ông làm Phó Tỉnh trưởng, Quyền Tỉnh trưởng Chính phủ Nhân dân tỉnh Hà Bắc, kế nhiệm Hứa Cần. Ông chính thức lãnh đạo hành pháp tỉnh Hà Bắc, là lãnh đạo thứ hai, phụ trách hợp tác và hỗ trợ Bí thư Tỉnh ủy Vương Đông Phong. Cuối năm 2022, ông tham gia Đại hội Đảng Cộng sản Trung Quốc lần thứ XX từ đoàn đại biểu Hà Bắc. Trong quá trình bầu cử tại đại hội, ông được bầu là Ủy viên Ủy ban Trung ương Đảng Cộng sản Trung Quốc khóa XX.